# تپه انبار سیلو
تپه انبار سیلو در شهرستان گنبدکاووس، شرق جاده گنبد کاووس به آزادشهر واقع شده و این اثر در تاریخ ۲۵ اسفند ۱۳۷۹ با شمارهٔ ثبت ۳۶۵۵ به‌عنوان یکی از آثار ملی ایران به ثبت رسیده است.